# Anderson (Alaska)
Anderson is een plaats (city) in de Amerikaanse staat Alaska, en valt bestuurlijk gezien onder Denali Borough.

## Demografie
Bij de volkstelling in 2000 werd het aantal inwoners vastgesteld op 367.

## Geografie
Volgens het United States Census Bureau beslaat de plaats een oppervlakte van
122,4 km², waarvan 121,0 km² land en 1,4 km² water.

## Plaatsen in de nabije omgeving
De onderstaande figuur toont nabijgelegen plaatsen in een straal van 68 km rond Anderson.